# Кояловичи
Кояловичи (пол. Kojałowicz, лит. Kojalavičiai) — литовский дворянский род герба Косцеша, восходящий к XVII веку.
Альберт Коялович (1609—1677) — ксёндз, оставил в рукописи «Гербовник» (Herbarz) дворян Великого княжества Литовского.
Род Кояловичей был внесён в VI часть родословной книги Ковенской губернии Российской империи.